# 船方一
船方 一（ふなかた はじめ、1912年5月30日 - 1957年8月17日）は、日本の詩人。プロレタリア文学の立場から詩作をおこなった。
本名は足立芳一。横浜市に育つ。横浜港で働きながら、演劇、文学に関心をもつ。1932年3月、日本プロレタリア作家同盟神奈川支部の創設に参加し、小林多喜二の虐殺に際しての「同志小林多喜二に」など、支部の雑誌に詩を発表する。その後、治安維持法違反の容疑で検挙され、懲役2年・執行猶予4年の判決を受ける。
出獄後、1935年ころから『詩精神』誌にいくつかの詩を発表し、「ふるさとえの歌」（船方は助詞の「は」「へ」をしばしば「わ」「え」と書いている）「まだ見ぬ同志におくる歌」（今野大力に寄せた詩）などが知られている。
戦後は横浜市の職員になりながら文学運動に加わり、詩集『わが愛わたたかいの中から』を1949年に刊行する。その後、レッドパージで職を追われ、日雇いの仕事をしながら詩作をおこない、あわせて全日自労（日雇い労働者でつくる労働組合）の組合活動や日本共産党の活動にも加わった。1957年、組合の野球大会を企画する会議に出席した帰路で交通事故にあい、逝去した。なお、妻の義兄は国会議員をつとめた春日正一である。
没後、1958年、1979年、2020年と3度にわたり詩集が刊行されている。